# Lars E.O. Svensson

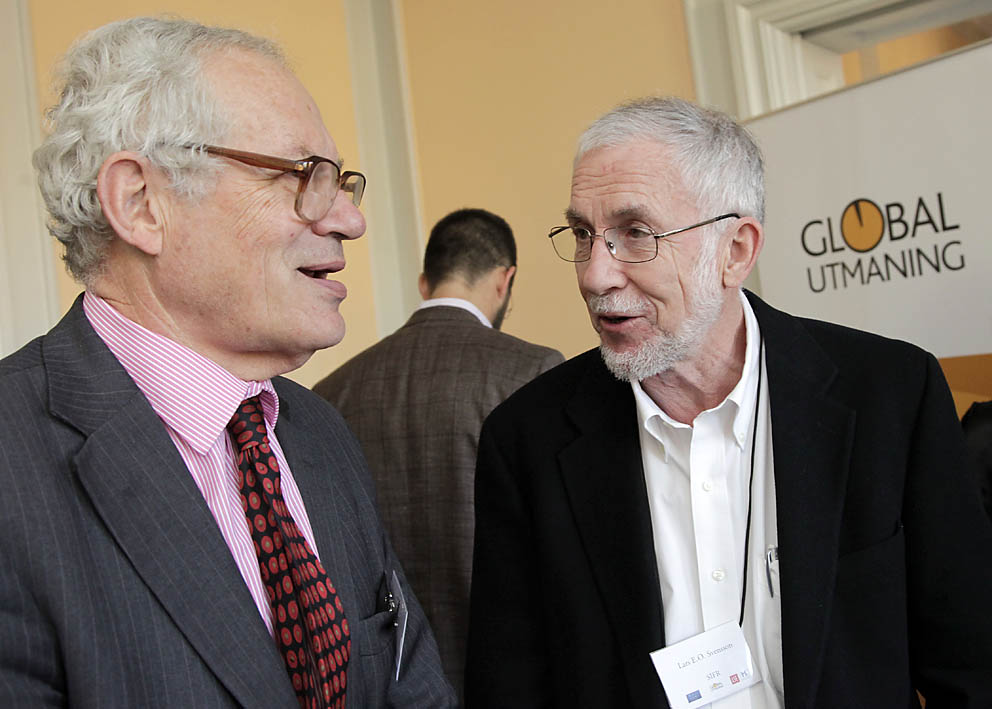
Charles Goodhart och Lars E.O. Svensson (till höger) i samtal.

Lars Erik Oscar Svensson, född 18 november 1947, är en svensk nationalekonom, som åren 2007–2013 var vice riksbankschef. Sedan 2013 är han gästprofessor vid Handelshögskolan i Stockholm. Svenssons forskningsområde är makroekonomi, särskilt penningteori, internationell handel och allmän jämviktsteori. Han är en av världens mest citerade nationalekonomer i vetenskapliga tidskrifter. Databasen IDEAS rankade honom i juni 2009 på plats 22 i världen, vilket placerade honom långt före någon annan svensk nationalekonom. Han är också sedan 1989 ledamot av Kungliga Vetenskapsakademien.

## Karriär
Svensson blev 1971 civilingenjör i teknisk fysik med inriktning mot tillämpad matematik vid Kungliga Tekniska högskolan. Han kompletterade sin utbildning vid Stockholms universitet (SU) där han 1973 tog en filosofie kandidatexamen i nationalekonomi, ekonomisk historia och matematik. Han fortsatte därefter till forskarutbildning i nationalekonomi vid SU, där han disputerade 1976. En del av sin forskarutbildning, 1974-1975, tillbringade han också vid Massachusetts Institute of Technology.
Från 1975 till 2001 var Svensson huvudsakligen verksam vid Institutet för internationell ekonomi (IIES) vid SU, dock med avbrott för perioder som gästforskare vid många utländska forskningsinstitutioner. Han utsågs till docent 1978 och blev 1984 professor i internationell ekonomi vid IIES. År 2001 blev han professor i nationalekonomi vid Princetonuniversitetet, anställd av Ben Bernanke (då prefekt, sedermera centralbankschef i USA).
2007 utsågs han till en av fem vice riksbankschefer, med ett sexårigt förordande från 21 maj 2007. Han hade redan tidigare en koppling till Riksbanken genom att han från 1990 var en av dess vetenskapliga rådgivare. 2009 blev han också affilierad professor vid IIES parallellt med sin verksamhet i Riksbanken.

## Den svenska räntedebatten
Svensson förespråkade som riksbanksekonom under 2008-2010 nollränta i Sverige. Han menade att i det läge som Sverige befann sig i, där inflationen var tämligen låg men arbetslösheten hög, så är det mycket bättre att föra en lågräntepolitik. Han fick dock inte gehör för den synpunkten hos majoriteten i Riksbankens direktion. Vidare vände han sig emot en tendens i direktionen, ledda av riksbankschefen Stefan Ingves, att sträva mot en normalisering av räntan som om det vore ett värde i sig att komma bort från krisräntan:
| ” | Det låter som att vi har ett mål för själva räntan. Men räntan är bara ett medel. Huvudsaken är att prognosen för inflation och resursutnyttjande ligger rätt. Om det kräver en hög eller låg ränta, det spelar i sig ingen roll. | „ |

Motsättningarna i Riksbanken ledde till att Svensson avgick i maj 2013.